# 評定河原事件
評定河原事件（ひょうじょうがわらじけん）は、1948年（昭和23年）10月11日・10月12日に、日本の宮城県仙台市で発生した事件。

## 事件の発端

掲揚が禁止された北朝鮮国旗

1948年9月9日、平壌の最高人民会議は、朝鮮民主主義人民共和国（以下、北朝鮮と表記）の成立を内外に宣言した。在日朝鮮人もこれに呼応し、祝賀大会を日本各地で開き、北朝鮮の建国を祝った。
仙台でも、10月11日と10月12日に評定河原グラウンドで在日本朝鮮人連盟と在日朝鮮民主青年同盟の主催による祝賀大会を開催することになったが、日本を占領統治していたGHQは、北朝鮮国旗の掲揚を禁止していた。

## 事件の概要
1948年10月11日の10時から開会式が始まった。北朝鮮国旗の掲揚をめぐり仙台市警察が警告を発するなどのトラブルがあったが、1日目は特に混乱も無く終了した。
2日目の10月12日は運動会が開かれた。国旗掲揚の代わりに国旗を頭上に捧げ持って行進したため、米軍の憲兵が行進の中止を命じた。その後、運動会は再開され、16時30分頃に閉会式が開かれた。
そのとき、酒を飲んだ数人の朝鮮人が会場内に入って歌を歌い始めた。これに同調する者が次々と現れ、赤旗を掲げてデモ行進するなど不穏な空気に包まれた。
その中で、北朝鮮国旗を持った一団がデモ行進をし、米軍憲兵の制止を無視し行進を続けたため、米軍憲兵は国旗を押収し、参加者4人を検挙した。その後の米軍憲兵隊の捜査で、更に2人が検挙された。

## その後の顛末
検挙された6人のうち2人が起訴され、米軍の軍事裁判所で重労働3年が言い渡された。